# Luz Moyano
Luz María Moyano Vidal (Ica, 1975) es una médica-cirujana, epidemióloga e investigadora peruana en neurociencias. Ha realizado importantes contribuciones a la investigación epidemiológica de enfermedades neurológicas e infecciosas, particularmente en el control de la neurocisticercosis en zonas rurales de Tumbes. Su trabajo ha sido fundamental para reducir la transmisión de Taenia solium, logrando una disminución significativa de la cisticercosis en cerdos y de la incidencia de teniasis en humanos en la región, mediante el uso de tratamientos masivos con niclosamida y estrategias de vigilancia epidemiológica.

## Biografía

### Primeros años y educación
Luz María Moyano nació en la ciudad de Ica en 1975. Desde pequeña mostró interés por la ciencia y la salud, destacando en sus estudios y en el deporte, en especial la natación, convirtiéndose en una deportista calificada a la edad de 15 años. Su vocación por la medicina surgió a partir de su interés en ayudar a los demás y su determinación para enfrentar situaciones de emergencia. 
Moyano obtuvo su título de médica-cirujana en la Universidad Nacional San Luis Gonzaga, en Ica. Posteriormente, cursó un máster en Neurociencias y Biología del Comportamiento en la Universidad Pablo de Olavide, en Sevilla, España, y un máster en Investigación Epidemiológica en la Universidad Peruana Cayetano Heredia, en Lima. Además, obtuvo un doctorado en Biociencias del Medio Ambiente y de la Salud, con mención en Salud Pública, Medio Ambiente y Sociedad, en la Universidad de Limoges, Francia.

### Investigación y trayectoria profesional
Moyano ha desarrollado su labor investigativa en zonas rurales de Tumbes, centrándose en la erradicación de la cisticercosis, una infección parasitaria causada por Taenia solium. Su trabajo ha contribuido significativamente a la reducción del contagio en cerdos y la disminución de casos de teniasis en la población local.
También ha investigado enfermedades neurológicas como la epilepsia de diversas etiologías, incluyendo factores genéticos, tumores cerebrales y otras condiciones que afectan el sistema nervioso. Su interés en la salud cerebral la llevó a participar en estudios sobre la prevalencia y supervivencia al accidente cerebrovascular en comunidades rurales del norte del Perú. Esta investigación evidenció una mayor prevalencia de accidentes cerebrovasculares en personas mayores de 85 años y destacó factores de riesgo como la hipertensión arterial y el estilo de vida sedentario, con una tasa de mortalidad superior a la reportada en países industrializados.
Durante la pandemia de COVID-19, Moyano fue designada Directora de Epidemiología en la región de Tumbes, liderando la respuesta sanitaria y la coordinación de equipos médicos para la atención de pacientes contagiados con SARS-CoV-2.
Su investigación abarca también estudios sobre salud cardiovascular, enfermedades cerebrovasculares y cefalea, así como enfermedades parasitarias por helmintos, infecciones por micobacterias (Mycobacterium ulcerans) y virus como el Zika. Ha trabajado en el Instituto de Medicina Legal y Ciencias Forenses del Gobierno Peruano, desempeñándose como médica responsable de la Unidad Médico Legal I Contralmirante Villar.
Moyano es docente en la Universidad Nacional de Tumbes e investigadora asociada en la Universidad Peruana Cayetano Heredia. Su trabajo, desde el 2022, se enfoca en estudios poblacionales sobre riesgo cardiovascular en poblaciones generales y específicas, incluyendo gestantes. Además, colabora en investigaciones sobre dengue, intoxicación por metales pesados y enfermedades ocasionadas por enterobacterias.

## Premios y reconocimientos
- Premio Nacional L’Oréal-UNESCO-CONCYTEC-ANC "For Women in Science" (2022), en reconocimiento a su trayectoria científica y su contribución al avance de las mujeres en STEM.[10][11][12]
- Destacada en la publicación de CONCYTEC "Científicas del Perú: 24 historias por descubrir", que resalta el impacto de investigadoras peruanas en diversas disciplinas.[5]
- Además obtuvo otras distinciones, del Colegio Médico del Perú, de la Universidad Nacional de Tumbes, de la Sociedad Panamericana de Neuroepidemiología y del American Society of Tropical Medicine and Hygiene - PERU Travel Award.[1]